# Hércules I de Mônaco
Hércules I, Senhor do Mônaco (Mônaco, 24 de setembro de 1562 – Mônaco, 29 de novembro de 1604) governou o principado do Mónaco entre 17 de maio de 1589 até a sua morte, em 29 de novembro de 1604.

## Vida
Ercole era o caçula de quatro filhos de Honoré I (1522–1581) e Isabella Grimaldi. Seu irmão mais velho, Carlos II, tornou-se Senhor de Mônaco com a morte de seu pai em 1581. Os dois irmãos mais velhos de Ercole, François (1557–1586) e Horácio (1558–1559) morreram na infância, deixando Ercole como herdeiro de seu irmão Carlos II, que morreu sem descendência em 1589 aos 34 anos. Ercole tinha 27 anos.
Casou-se com Maria Landi em 15 de setembro de 1595;  o casamento gerou três filhos;
- Giovanna Maria Grimaldi (29 de setembro de 1596 - dezembro de 1620), casou-se com Gian Giacomo Teodoro Trivulzio , Conte di Melzo, Principe di Musocco.
- Honoré II ( Mônaco , 24 de dezembro de 1597 – Mônaco , 10 de janeiro de 1662) casou-se com Ippolita Trivulzio .
- Maria Claudia Grimaldi, freira carmelita em Gênova (1 de janeiro de 1599 – 1668).

Ercole foi assassinado em 1604 e seu filho de seis anos, Honoré, tornou-se Senhor de Mônaco sob a regência do cunhado de Ercole, Frederico Landi, 4º Príncipe de Val di Taro. Honoré foi o primeiro Lorde de Mônaco a ser chamado de Príncipe de Mônaco.